# Bruno Ditter von Dittersdorff
Bruno Ditter von Dittersdorff (* 18. Juli 1908 in Troppau; † 29. März 1944 im KZ Sachsenhausen) war ein deutscher SS-Obersturmbannführer (SS-Nummer 314.971) und Major der Schutzpolizei.
Bruno Ditter von Dittersdorff war in der Tschechoslowakei Mitglied der DNSAP bis zu deren Auflösung 1933. Zum 1. Dezember 1937 trat er nach seiner Einbürgerung in Deutschland der NSDAP bei (Mitgliedsnummer 4.583.237). In den Jahren 1940 bis 1942 war er für die Versorgung von Einheiten der Ordnungspolizei zuständig, wobei er auf seine Erfahrungen als Direktor der deutschen Niederlassung der Tatra-Werke zurückgreifen konnte. Anfang 1943 wurde er wegen des Verdachts auf Korruption festgenommen. Das Oberste SS- und Polizeigericht II in Berlin verurteilt ihn zum Tode. Am 5. Februar 1944 gelang ihm die Flucht. Er wurde bald gefasst und im KZ Sachsenhausen erschossen.
Mit seiner Ehefrau Ingeborg (* 1913; † unbekannt), die er 1937 heiratete, hatte Bruno Ditter von Dittersdorff die Kinder Hans-Gerret (* 1941) und Karin Sigrune (* 1938). Die Familie lebte in Berlin. Nach dem Attentat vom 20. Juli 1944 auf Adolf Hitler wurde seine Frau am 25. Juli 1944 in Sippenhaft genommen. Die beiden Kinder befanden sich zu dem Zeitpunkt zur Erholung in einem Kinderheim in Bad Kreuznach und wurden am 22. August 1944 zur Sippenhaft in das Kinderheim im Borntal in Bad Sachsa verbracht, wo sie bis zum Februar 1945 blieben.